# Авдеев, Михаил Васильевич (писатель)
Михаи́л Васи́льевич Авде́ев (28 сентября [10 октября] 1821, Оренбург — 1 [13] февраля 1876, Санкт-Петербург) — русский беллетрист и критик.

## Биография
Происходил из старинного и состоятельного казацкого рода. Родился в Оренбурге 28 сентября (10 октября) 1821 года, по другим сведениям 23 сентября (5 октября) 1821 года.
Первоначальное образование получил дома под руководством Томаша Зана, сосланного по делу филоматов. Учился в Уфимской гимназии и в Петербургском институте инженеров путей сообщения, который окончил в 1842 году в чине поручика. Вышел в отставку в 1852 году в чине капитана.
В 1860 году был членом Оренбургского присутствия по крестьянским делам. В середине 1862 года был арестован в связи с перехваченными письмами о предполагавшемся побеге революционера М. Л. Михайлова; с 22 июля по 1 августа находился в Алексеевском равелине Петропавловской крепости, затем был отправлен в III отделение, после чего приговорён к высылке под надзор в Пензу. В мае 1863 года получил разрешение переехать на жительство в своё имение в Оренбургской губернии, а в 1865 году — за границу. Был освобождён от полицейского надзора в 1867 году.
Умер в Санкт-Петербурге 1 (13) февраля 1876 года. Похоронен на Литераторских мостках на Волковском кладбище Санкт-Петербурга.

## Творчество
Авдеев — современник и соратник Тургенева, пользовавшийся значительной известностью. Дебютировал в печати в 1838 году рассказом «Стальное кольцо».
Повести и романы Авдеева печатались в журнале «Современник». Особенный интерес вызвали его роман «Тамарин» (1852), с его новым типом делового человека, идущего на смену блестящим, но никчёмным Печориным, и «Подводный камень» (1860), трактующий вопросы свободной любви. Место действия романов Авдеева — дворянские гнезда с бесконечными спорами героев, воспитанных в тихом уюте помещичьей жизни и в университетских кружках. Авдеев показывает в своих романах образ делового человека. Интересны его идеи эмансипации женщин.
Были изданы также (с переизданиями) его роман «Меж двух огней» (1868; отдельное издание 1869) и составленная из его статей книга «Наше общество в героях и героинях литературы за 50 лет (1820—1870)» (1874, 1907).
В двух томах было издано «Собрание сочинений» (изд. Ф. Т. Стелловского. — СПб., 1868—1870).